# Carpates orientales
Les Carpates orientales (slovaque Východné Karpaty, polonais Karpaty Wschodnie, ukrainien Східні Карпати Schidni Karpaty, hongrois Keleti-Kárpátok, roumain Carpații Orientali ou Carpații Răsăriteni), également appelées « Carpates boisées », font partie de la chaîne de montagne des Carpates dans l'Est de l'Europe. Elles se situent entre les Carpates occidentales et les Alpes de Transylvanie sur les territoires de la Slovaquie, de la Pologne, de l'Ukraine et de la Roumanie.

## Géographie

### Situation
Les Carpates orientales se divisent en Carpates extérieures et intérieures selon que le versant est orienté en direction du plateau moldave ou vers le plateau transylvain.
Au sens large, le terme « Carpates orientales » est utilisé pour désigner l'ensemble des Carpates du Sud-Est. Elles constituent la continuation des Carpates occidentales et s'étendent de la ville slovaque de Bardejov jusqu'à la rivière Prahova en Roumanie qui forme la limite avec les Alpes de Transylvanie. En Pologne, elle comprennent les basses Beskides, les monts Sanok-Turkaer ainsi que les monts Saana et Bieszczady. Elles couvrent les régions de Galicie, de Transcarpatie, de Bucovine, de Marmatie, de Moldavie et le Nord-Est de la Transylvanie. Les villes les plus importantes de la région sont Przemyśl, Krosno et Sanok ; parmi les stations de sports d'hiver figurent Polańczyk, Ustrzyki Dolne et Ustrzyki Górne.

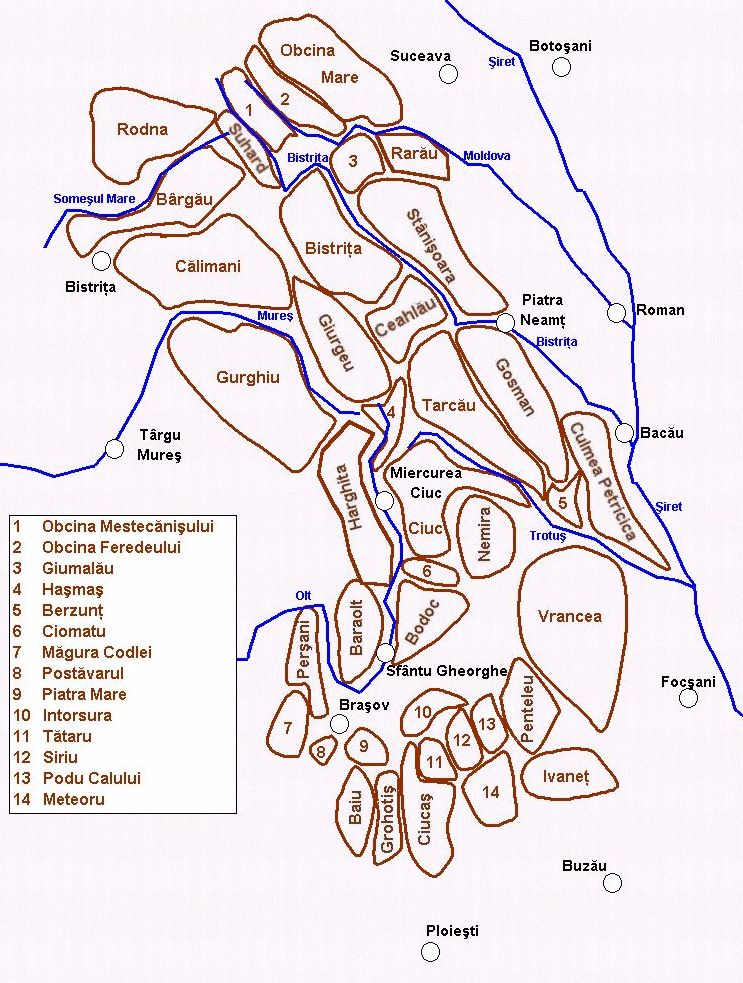
Carte des Carpates orientales en Roumanie.

Au sens strict, les Carpates orientales se situent entièrement en Roumanie et y délimitent la frontière entre les régions de Transylvanie et de Moldavie occidentale.  La frontière septentrionale des Carpates orientales est dans ce cas le col de Príslop à 1 416 m à la frontière orientale de la région du Maramureș, entre le massif de Maramureș et les monts Rodna en Roumanie. La frontière méridionale se situe au col de Predeal. Les plus grandes villes de la région sont Piatra Neamț et Bacău.
L'altitude des Carpates orientales est relativement modeste ayant le caractère de moyennes montagnes. La hauteur des reliefs de la chaîne des Carpates orientales s'accroît toutefois progressivement du nord-ouest au sud-est. Le point culminant des Carpates orientales est le Pietrosul Rodnei (2 303 m) en Roumanie.
Une série de cols permettent de traverser la chaîne des Carpates orientales tels que le col de Dukla (à environ 500 m) et le col de Lupkov (640 m) à la frontière entre la Pologne et la Slovaquie, les cols de Verecke (841 m), d'Oujok (852 m), le col Yablonitsky (921 m) et de Iassinia (1 037 m) en Ukraineet le col de Prislop (1 416 m), le col du Gutâi (987 m), le col Ghimeș-Palanca (684 m), le col Oituz (866 m), le col de Tihutsa (1 201 m), le défilé des gorges de Bicaz et le col de Predeal (1 033 m) en Roumanie. Les cols situés en Ukraine ont été de tout temps les lieux de passage privilégiés pour traverser les Carpates en raison de leur altitude parfois moins élevée.
Le San, rivière du Sud-Est de la Pologne, le Prout et le Dniestr, en Ukraine, prennent leur source sur le versant septentrional des Carpates orientales. La Tisza et le Mureș prennent leur source sur le versant méridional des Carpates orientales.
Quatre lacs ont été créés dans les Carpates orientales à la suite de la construction de barrages : le lac Solina dans la région des monts Bieszczady en Pologne, le lac Izvorul Muntelui (ou lac Bicaz) dans le massif du Ceahlău, le lac Colibița à proximité des monts Călimani et le lac Siriu, entre les massifs Siriu et Podu Calului en Roumanie.

### Subdivisions

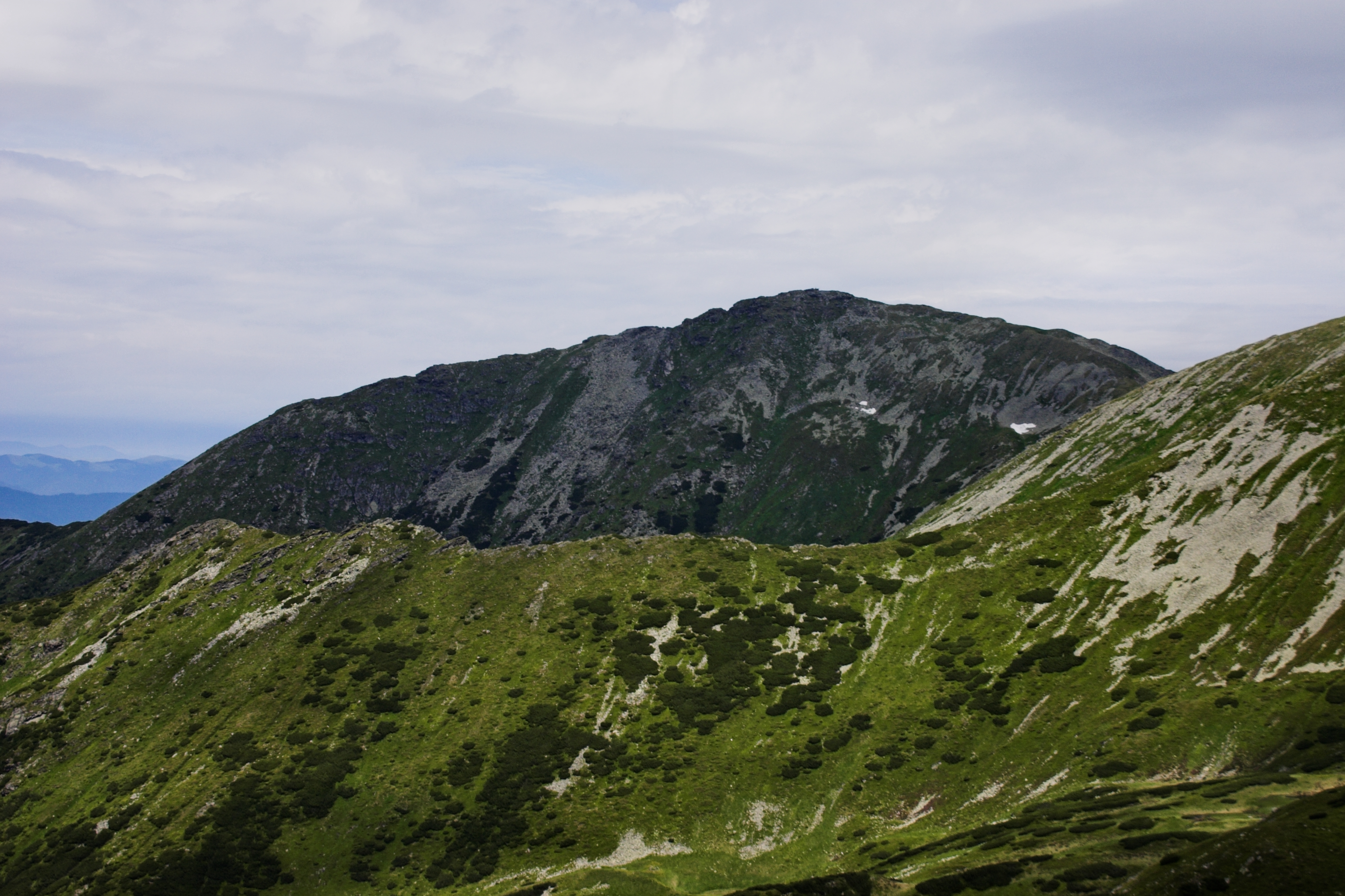
Vue du Pietrosul Rodnei.

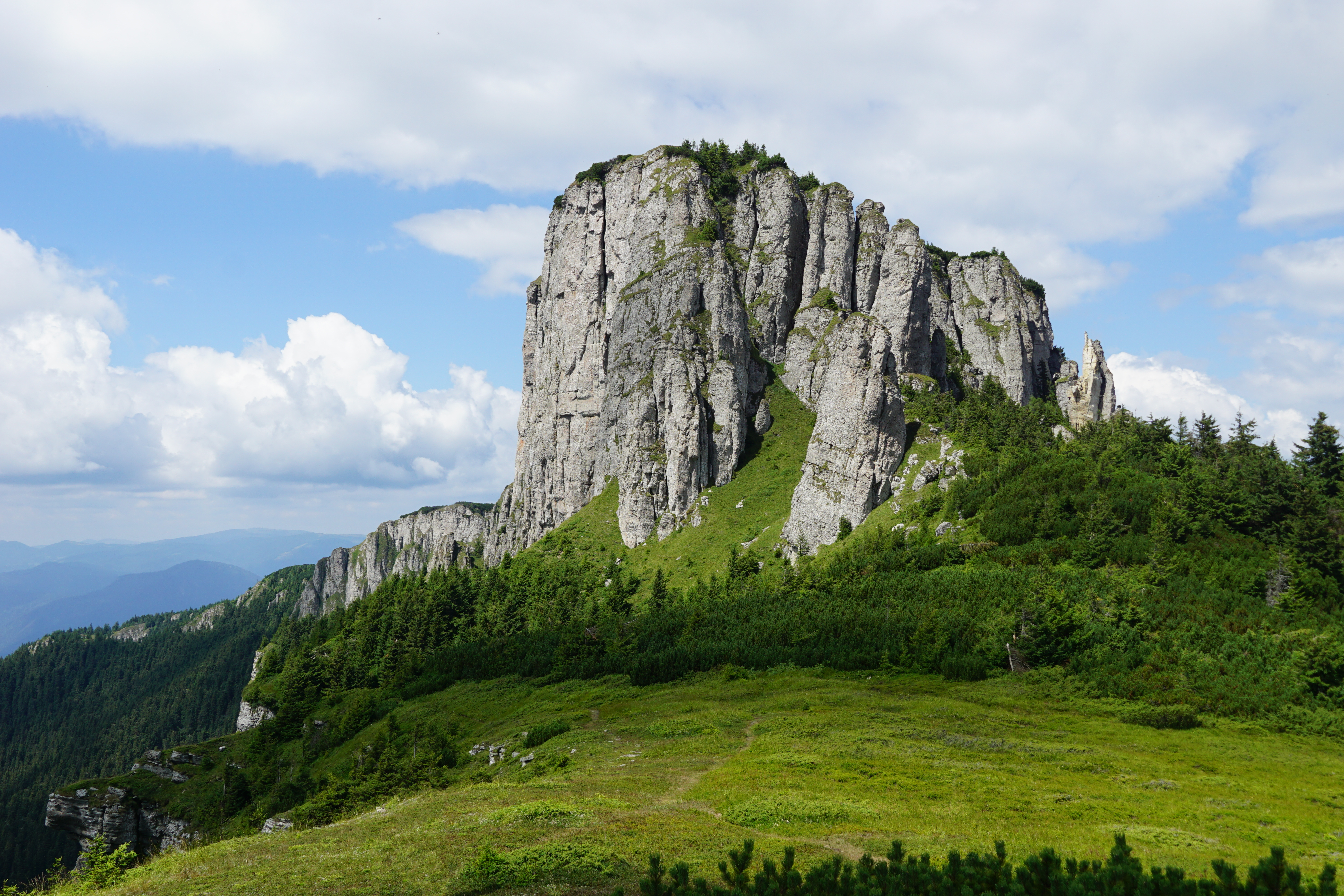
Vue de l'Ocolașul Mare dans le massif du Ceahlău.

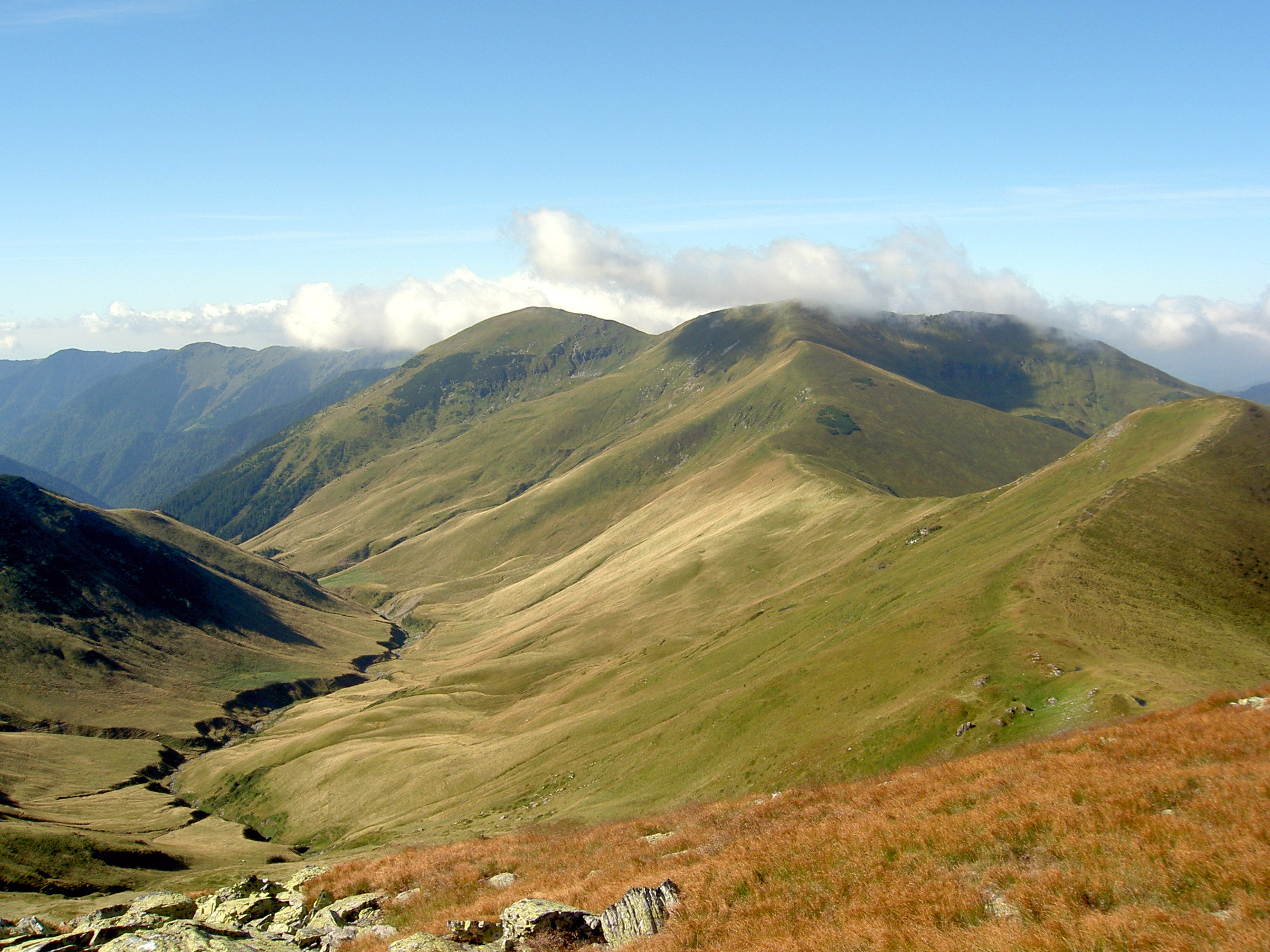
Paysage des monts Rodna.

Parmi les nombreux massifs montagneux figurent :
- les Basses Beskides ou Beskides centrales (Pologne) ;
- les Beskides orientales :
  - monts Bieszczady (jusqu'au col d'Oujok) culminant au Pikuy à 1 408 m (Pologne),
  - monts Skole-Beskides culminant au mont Parashka à 1 268 m (Pologne),
  - monts Sanok-Turkaer culminant au Magura Łomniańska à 1 024 m (Pologne),
  - massif des Gorgany culminant au mont Syvoulia à 1 836 m (Ukraine),
  - monts Tchornohora culminant au mont Hoverla à 2 061 m (Ukraine) ;
  - monts de Vihorlat culminant au mont Vihorlat à 1 076 m (Slovaquie),
- les Carpates de Maramureș et de Bucovine (Roumanie) :
  - monts Maramureș, culminant au Farcău à 1 957 m,
  - monts Rodna, culminant au Pietrosul Rodnei à 2 303 m ;
- les Carpates moldo-transylvaines (Roumanie) :
  - monts Călimani culminant au Pietrosul Călimanilor à 2 100 m,
  - monts Harghita culminant à l'Harghita Mădăraș à 1 800 m,
  - monts Gurghiu culminant au Saca Mare à 1 776 m,
  - monts Perșani culminant au mont Cetății à 1 104 m,
  - monts Hășmaș culminant à l'Hășmașul Mare à 1 792 m,
  - massif du Ceahlău culminant à l'Ocolaṣul Mare à 1 907 m ;
- les monts Curbură (Roumanie) :
  - monts Vrancea culminant au Goru à 1 785 m,
  - massif Ciucaș culminant au Ciucaș à 1 953 m,
  - massif de Postăvaru culminant au Postăvaru à 1 799 m,
  - monts Brețcu culminant au mont Zârna à 1 603 m,
  - monts Bodoc culminant au mont Cărpiniș à 1 241 m,
  - monts Baraolt culminant au mont Havad à 1 019 m.

### Géologie
Les Carpates orientales font partie de l'orogenèse alpine, leur surrection ayant commencé au début du Cénozoïque lorsque la tectonique des plaques a rapproché les plaques africaine et eurasienne, fermant progressivement l'océan Téthysien qui les séparait auparavant. Dans ce contexte, les microplaques pannonique (sous le bassin du moyen-Danube), moesique (sous le bassin du bas-Danube) et sarmatique (au nord du bassin pontique) ont été compressées les unes contre les autres, faisant s'élever entre elles les sédiments marins : ce sont les actuelles Carpates orientales. Le volcanisme y a été actif jusqu'à des périodes très récentes (15 000 ans avant le présent dans les monts Harghita) et un fort thermalisme résiduel en témoigne. Le mouvement continue et provoque régulièrement des séismes en Roumanie (épicentre de Vrancea à la jointure des trois plaques, formant le « coude des Carpates »).
Lors des phases glaciaires et inter-glaciaires qui se sont succédé durant les deux derniers millions d'années, de grandes masses d'eau de fonte ont rempli le bassin Pannonique (actuelle Hongrie orientale) et Pontique (actuelle mer Noire), puis les eaux du premier sont passées dans le second à travers le défilé des Portes de Fer et, à la fin de la dernière phase glaciaire, les eaux de la Méditerranée ont envahi à travers le Bosphore le bassin Pontique, transformant le lac en mer saumâtre (la mer Noire). Le travail de l'érosion a alors donné aux Carpates orientales leur géomorphologie actuelle et creusé la plupart des gorges aujourd'hui en place.
Les Carpates orientales sont composées de systèmes géologiques parallèles. Les Carpates extérieures (le long de la frontière polono-tchéco-slovaque, à travers l'Ouest de l'Ukraine, et finissant au nord de Bucarest) sont composées par une série de courts chaînons parallèles formés de flysch et de terrains crétacés. On y trouve beaucoup de nappes de charriage, telles que la nappe de Skole et la nappe de Magura dans sa partie orientale, et la nappe silésienne ou la nappe de Targau dans sa partie occidentale. Ces deux zones sont séparées par la dépression centrale carpatique. Les Carpates intérieures sont composées de plusieurs ensembles, avec le bloc central slovaque à l'ouest, le bloc oriental carpatique et le bloc austral carpatique à l'est.

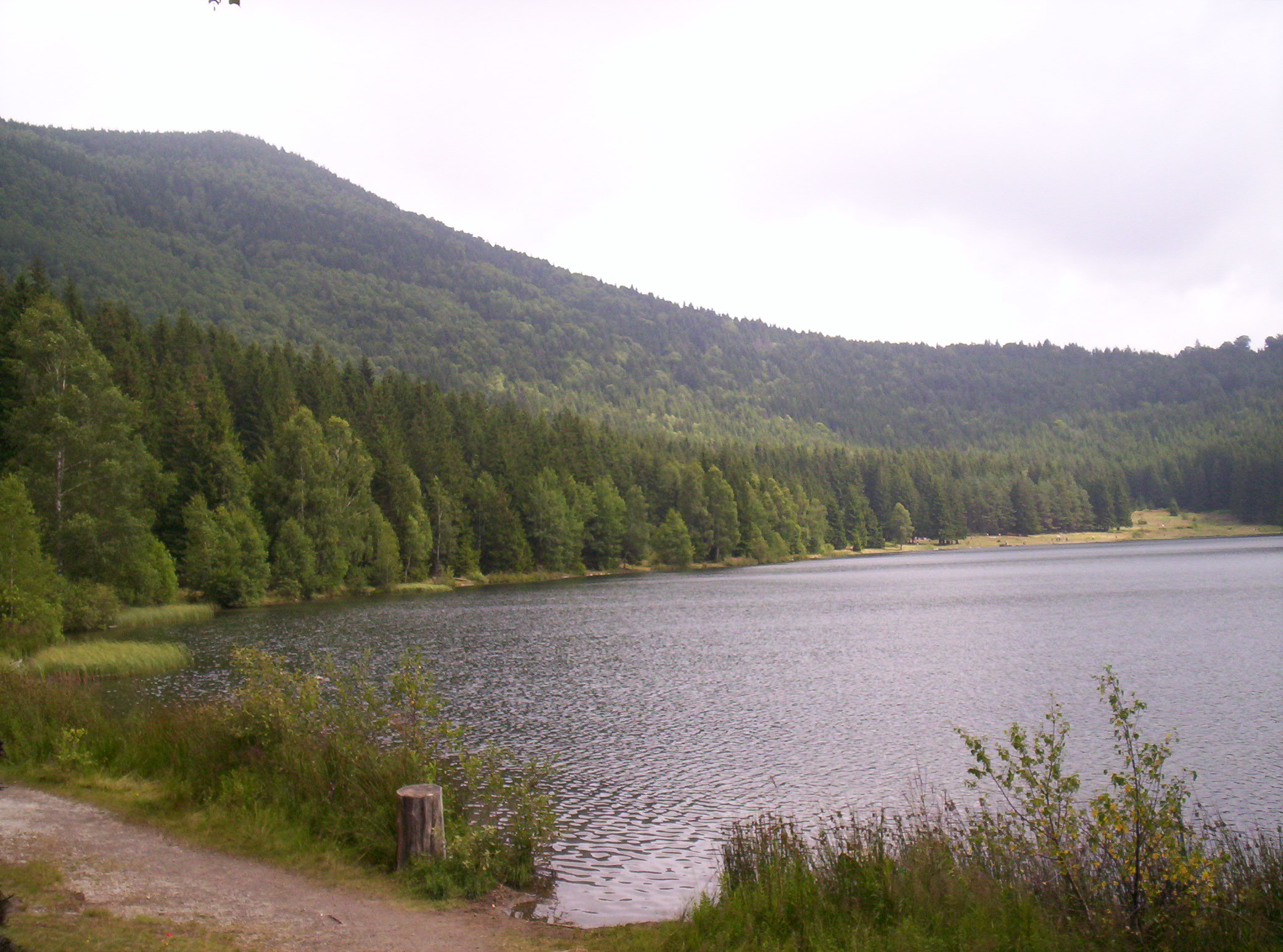
Lac volcanique Sfânta Ana près de Miercurea-Ciuc en Roumanie.

L'arc le plus à l'intérieur est constitué de roche volcanique du tertiaire (formé il y a moins de 50 millions d'années). À l'ouest, cet arc est plus consistant qu'à l'est, où il ne forme qu'une ligne droite, parallèle à la faille suivant le massif. Le plateau de Transylvanie sépare cet ensemble des Carpates méridionales. À proximité de la ville de Buzău dans les Carpates orientales extérieures en Roumanie, on trouve des volcans de boue, caractérisés par des remontées de gaz à la surface formant des cratères de boue.
La zone constituée par l'arc des Carpates orientales est sujet à de fréquents séismes, la plupart du temps d'amplitude restreinte. En effet, le massif de Vrancea, dans les monts Curbură en Roumanie se trouve à la jonction de plusieurs micro-plaques tectoniquement actives (micro-plaques scythique, anatolique, mœsique et transylvaine). La plaque transylvaine avance en direction du sud-est et chevauche les plaques mœsique et scythique à la vitesse d'environ 12 mm par an. Cette configuration est propice aux phénomènes sismiques (notamment les tremblements de terre mineurs en 1986, 1990, 1996, 2004, 2009 et 2017), mais également à de violents séismes (tremblements de terre de 1940 et de 1977, d'une magnitude de 7,2 sur l'échelle de Richter).

## Histoire
Les cols des Carpates orientales ont été le théâtre de combats à différentes reprises au cours de l'histoire. Les envahisseurs ont en général emprunté les cols situés en Ukraine en raison de leur altitude parfois moins élevée.
Vers 898, Árpád, chef des tribus magyares, part à la conquête de la plaine hongroise en franchissant les Carpates ukrainiennes au col de Verecke.
En 1241, un des chefs de l'armée mongole, Subötaï, pénètre dans la plaine hongroise par le col de Verecke lors de l'invasion mongole de l'Europe. Un autre corps mongol, commandé par les khans mongols Batu et Baidar, traverse en juin 1241 les Carpates ukrainiennes au col Yablonitsky au nord-est de la plaine hongroise.
En 1717, le col de Prislop situé en Roumanie est le théâtre de la dernière bataille des invasions tatares.
En 1849, une armée russe traverse le col de Dukla (en Ukraine) pour aller réprimer l'insurrection hongroise.
Au cours de la Première Guerre mondiale, a lieu la bataille des Carpates. À l'hiver 1915, le col d'Oujok dans les Carpates ukrainiennes voit l'offensive des Austro-Hongrois renforcés par les Allemands contre les Russes. Les combats et le froid glacial entraînent de lourdes pertes : les seuls Austro-Hongrois dénombrent 94 500 tués et 61 000 blessés et malades en décembre 1914 et janvier 1915. Des combats ont également lieu au col de Dukla, au col de Lupkov et au col de Verecke pendant l'hiver 1914-1915.

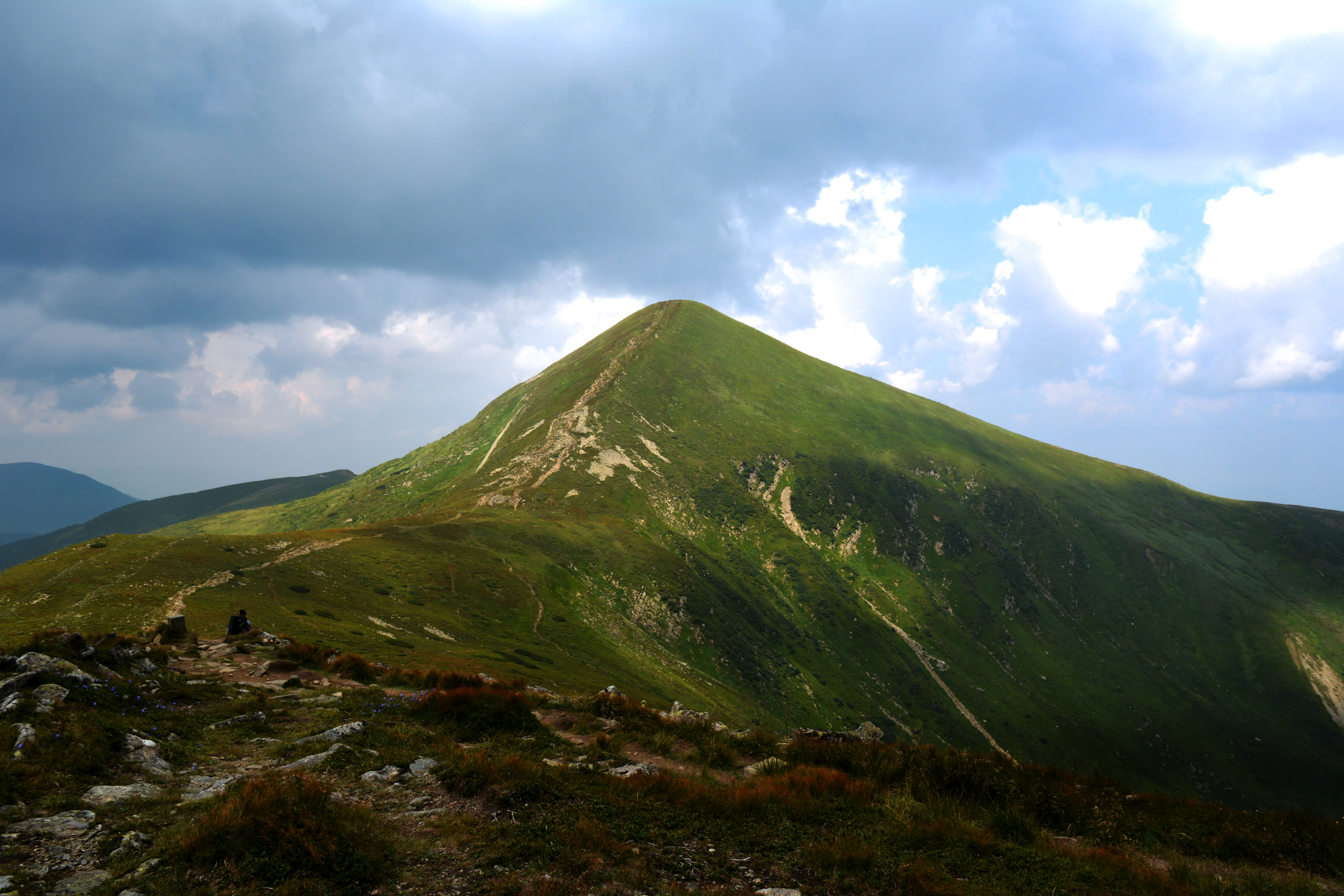
Le mont Hoverla, point culminant de l'Ukraine dans le massif de Tchornohora.

Pendant la Seconde Guerre mondiale, les Hongrois construisent au col de Dukla des fortifications dénommées ligne Árpád à partir de 1940 renforcées par les Allemands en 1944 par des bunkers, champs de mine et nids de mitrailleuses. La bataille du col de Dukla en septembre-octobre 1944, oppose les forces allemandes et hongroises à l'Armée rouge occasionnant la mort d'environ 44 000 morts soldats russes, allemands et tchécoslovaques.
Après la Seconde Guerre mondiale, la Ruthénie subcarpatique est détachée de la Tchécoslovaquie pour être attribuée à l'Union soviétique (plus spécifiquement à la république socialiste soviétique d'Ukraine) en vertu du traité soviéto-tchécoslovaque du 29 juin 1945 (« Traité au sujet de l'Ukraine subcarpatique » et « Protocole annexé au traité conclu entre l'URSS et la République tchécoslovaque au sujet de l'Ukraine subcarpatique »). Depuis la dislocation de l'URSS en 1991, la Ruthénie subcarpatique fait partie de l'Ukraine indépendante.

## Protection environnementale
Les forêts d'altitude des Carpates forment une écorégion terrestre définie par le Fonds mondial pour la nature (WWF), qui appartient au biome des forêts de conifères tempérées de l'écozone paléarctique. Elle recouvre la chaîne des Carpates qui s'étend de la frontière orientale tchèque jusqu'aux Portes de Fer du Danube en Roumanie, à travers la Slovaquie, la Pologne et l'Ukraine. Ces forêts abritent la plus grande population d'ours bruns, de loups et de lynx de toute l'Europe, ainsi qu'un tiers des espèces végétales du continent.
La réserve de biosphère des Carpates orientales reconnue par l'Unesco en 1998 se superpose à plusieurs parcs nationaux :
- le parc national de l'Ouj  ;
- le parc national des Carpates en Ukraine ;
- le parc national Skolivski Beskydy en Ukraine ;
- le parc national des Beskides royales en Ukraine ;
- le parc national des Poloniny en Slovaquie ;
- le parc national de Bieszczady[16] en Pologne ;
- le parc national de Magura en Pologne.

Une série de parcs nationaux et naturels protègent également la faune et la flore en Roumanie et Slovaquie. En Roumanie, quatre parcs nationaux ont été créés dans les Carpates orientales : 
- le parc national Ceahlău en 1955 ;
- le parc national des gorges de Bicaz-Hășmaș en 1990 ;
- le parc national Rodna en 1990 ;
- le parc national Călimani en 2000.

À ces parcs nationaux, s'ajoutent des parcs naturels :
- le parc naturel Stužica (Slovaquie) ;
- le parc paysager régional de Nadsyansky (Ukraine) ;
- le parc naturel Vânători-Neamț en 1999 (Roumanie) ;
- le parc naturel Monts Maramureș en 2004 (Roumanie) ;
- le parc naturel Putna-Vrancea en 2005 (Roumanie) ;
- le parc naturel Defileul Mureșului Superior en 2007 (Roumanie) ;
- le parc naturel Comana (Roumanie).